# 卷肢绿蟹
卷肢绿蟹（学名：Chlorodiella crispipleopa）为扇蟹科绿蟹属的动物。分布于台湾岛以及中国大陆的西沙群岛等地，生活环境为海水，主要生活于珊瑚礁盘的藻类丛中。该物种的模式产地在西沙琛航岛。